# Conops rubricornis
Conops rubricornis är en tvåvingeart som beskrevs av Chen 1939. Conops rubricornis ingår i släktet Conops och familjen stekelflugor. Inga underarter finns listade i Catalogue of Life.